# Gimnasio del Instituto Tecnológico de Pekín

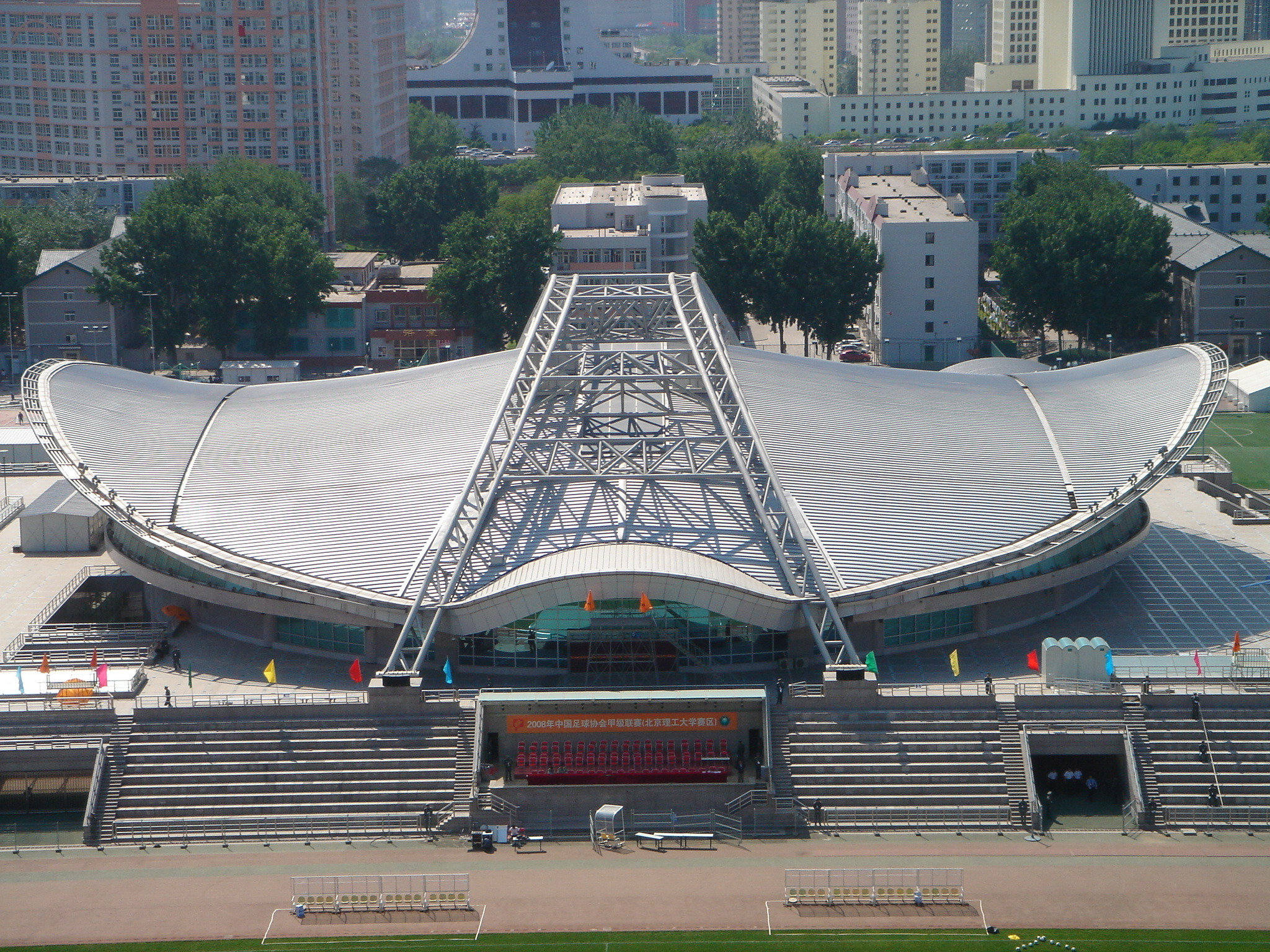
Vista exterior del Gimnasio del Instituto de Tecnología de Beijing.

El Gimnasio del Instituto Tecnológico es un pabellón deportivo, situado en Pekín (China) y en el cual se celebraron las competiciones de la fase preliminar del torneo de voleibol de los Juegos Olímpicos de Pekín 2008, así como las competiciones de golbol durante los Juegos Paralímpicos de Pekín 2008. 
Está ubicado en el campus del Instituto Técnico de Pekín, distrito de Haidian, al noroeste de la capital china y a unos 8 km al sudoeste del Parque Olímpico.